# گاومیش آفریقایی
گاومیش آفریقایی یا بوفالوی آفریقایی (نام علمی: Syncerus caffer) گاوسانی بزرگ‌جثه و ساکن آفریقا است. این گونه ارتباط نزدیکی با گاومیش آبی ندارد و پیشینه‌اش در هاله‌ای از ابهام است. به دلیل طبیعت غیرقابل پیش‌بینی این جانور امکان اهلی کردن آن همچون گاومیش آبی آسیایی وجود نداشته است. شکارچیان بسیار قدیمی آفریقا مدعی بودند که خطرناک‌ترین پستاندار آفریقا شیر یا کرگدن نبود بلکه گاومیش بود. در مورد کمین کردن و کشتن انسان به وسیله گاومیش، حمله کردن بدون تحریک و تاخت‌وتاز در سکونتگاه‌های انسان‌ها داستان‌هایی گفته می‌شد درحالی که بیشتر آنها بزرگ‌نمایی بودند. اما به طور قطع گاومیش آفریقایی بزرگ و قدرتمند است. قد آن تا شانه ۱۵۰ سانتی‌متر است و ۹۰۰ کیلوگرم وزن دارد. می‌تواند باسرعت ۵۵ کیلومتر در ساعت بدود و در صورت زخمی شدن یا گیر افتادن یا محافظت از بچه‌اش بسیار خطرناک می‌شود. شاخ‌های خمیده‌ی گاومیش در قاعده به هم می‌رسند تا سپر ضخیم شاخ به نام برآمدگی را در بالای سر تشکیل دهند.

## زیستگاه

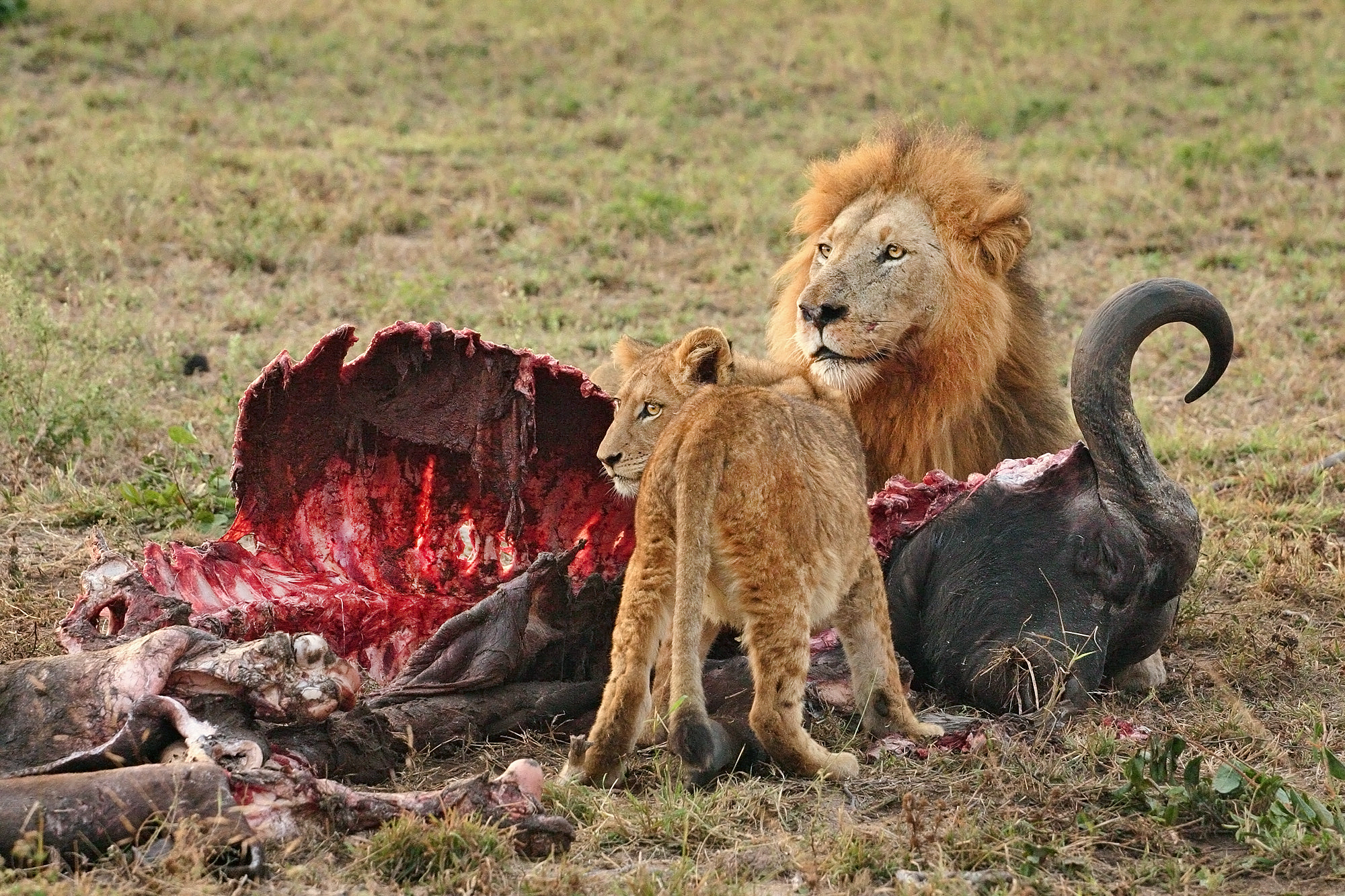
شیر نر و توله شیر بر سر لاشه بوفالوی آفریقایی

در ابتدا در بیشتر آفریقا و در جنوب بیابان بزرگ آفریقا یافت می‌شد اما در پی شکار آن به طور وسیع و تبدیل زیستگاه‌های آن به زمین کشاورزی امروزه تنها به شکل جمعیت‌های کوچک پراکنده یافت می‌شود و از بسیاری از زیستگاه‌های اولیه‌اش رانده شده است. در جاهایی که فراوان هستند به صورت گله‌های ۵۰ تا ۱۰۰ تایی جمع می‌شوند و قلمرویی به وسعت چند صد کیلومتر مربع را اشغال می‌کنند.

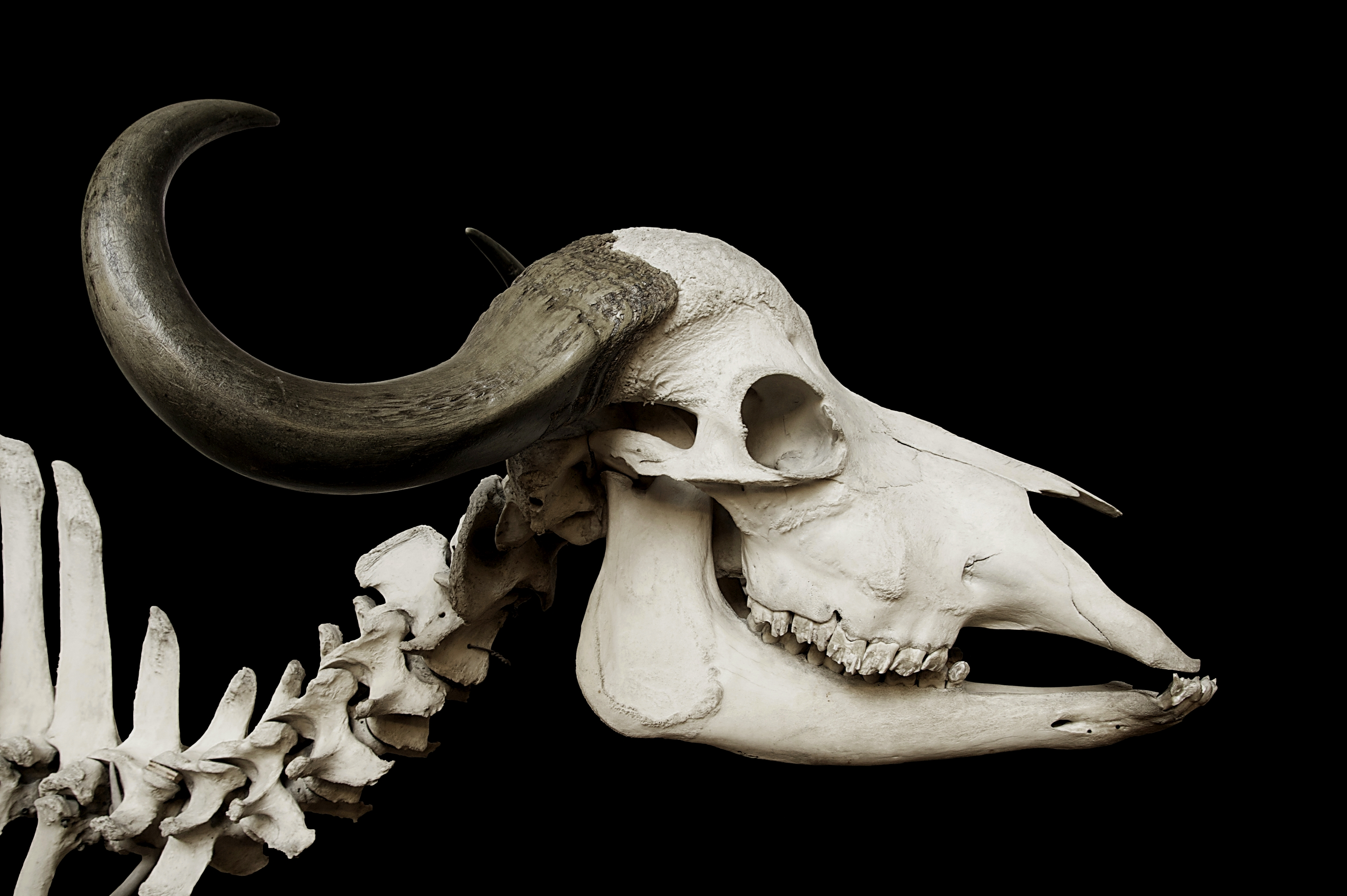
اسکلت جاندار

## نگارخانه

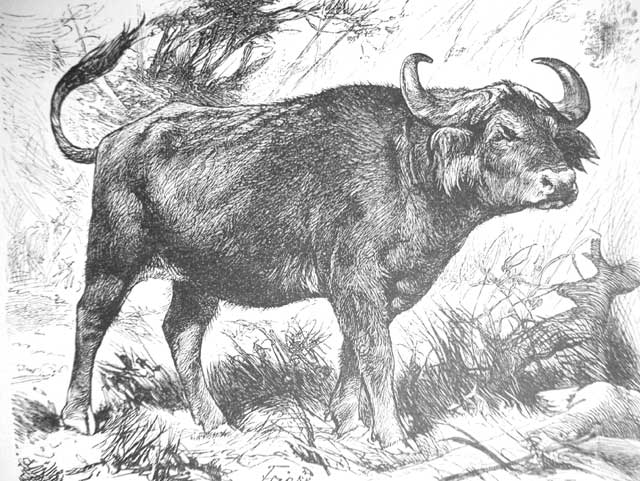
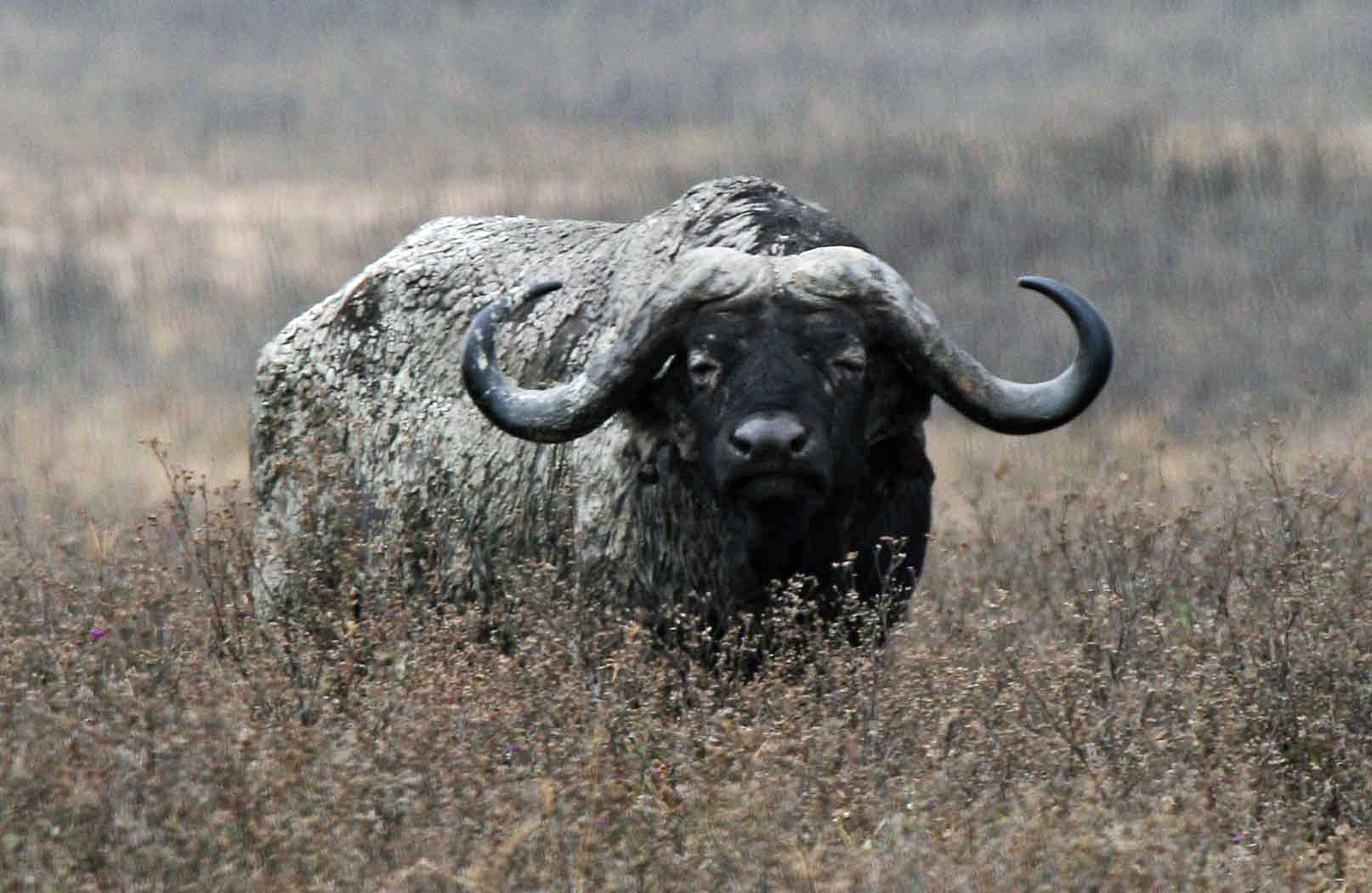
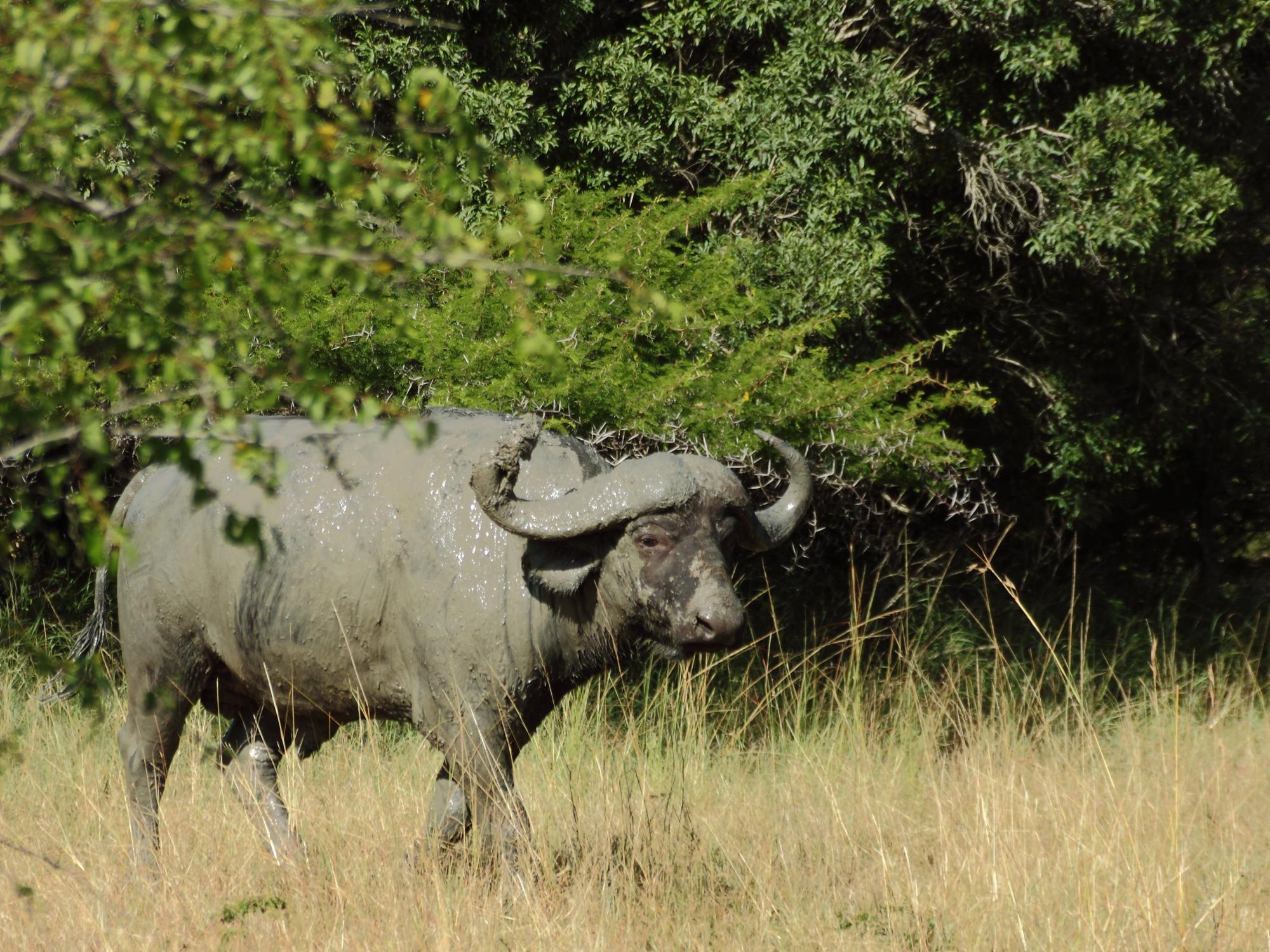
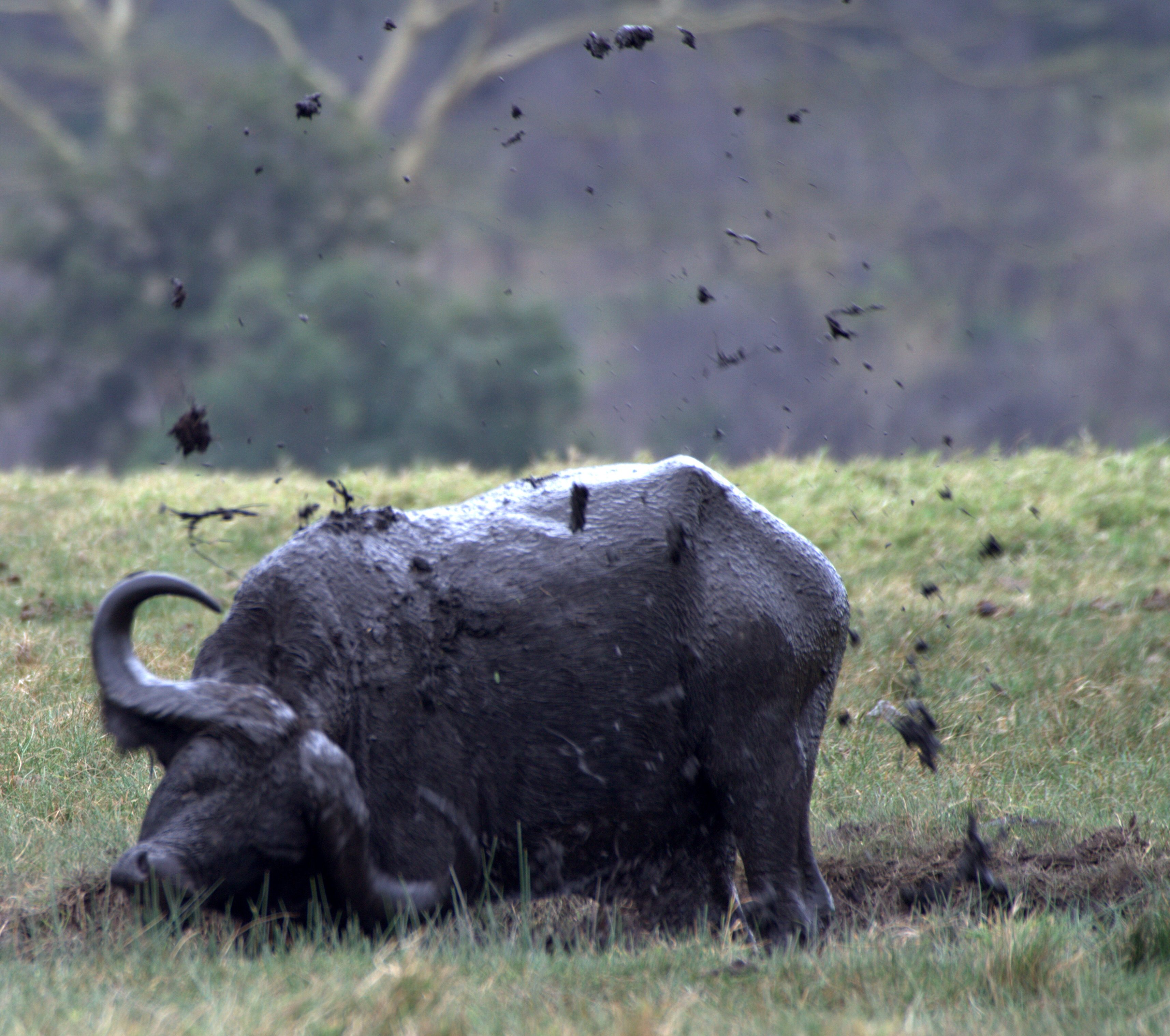